# Mariko Asabuki
Mariko Asabuki (朝吹 真理子, Asabuki Mariko) (Tóquio - 19 de dezembro de 1984) é uma escritora japonesa. Ganhou o Prêmio Akutagawa com Kikotowa (きことわ) e o Prêmio Bunkamura Deux Magots com Ryūseki (流跡). Foi nomeada uma das Mulheres do Ano de 2011 pela Vogue Japão.

## Infância
Asabuki nasceu em 19 de dezembro de 1984 em Tóquio, Japão, em uma família literária que vive em Tóquio desde a Era Meiji. Seu pai, Ryoji Asabuki, é poeta, e vários outros parentes são estudiosos da literatura e tradutores. Asabuki começou a escrever histórias aos 3 anos de idade. Ela frequentou um colégio exclusivo para garotas em Tóquio.

## Carreira
Asabuki entrou na pós-graduação da Universidade Keio para estudar o kabuki moderno. Em 2009, seu primeiro romance, Ryūseki (流跡), foi publicado na revista literária Shinchō. No ano seguinte, Ryūseki ganhou o Prêmio Bunkamura Deux Magots e foi publicado em livro pela Shinchosha. Em 2011, enquanto Asabuki ainda era estudante de pós-graduação da Universidade Keio, seu segundo romance, intitulado Kikotowa (きことわ), foi publicado. Kikotowa ganhou o 144º Prêmio Akutagawa e a Vogue Japão nomeou Asabuki como uma das Mulheres do Ano de 2011. Mais tarde, ela completou um mestrado. Em 2016 ela começou a serialização de um novo romance, intitulado TIMELESS, publicado pela Shincho. De 2016 a 2017, Asabuki escreveu a coluna regular "＃明日何着よう" (#O que devo vestir amanhã?) para Asahi Shimbun. Em 2018, a Shinchosha publicou TIMELESS como um livro.
O primeiro livro de não ficção de Asabuki, uma coleção de ensaios escritos na década anterior, foi publicado sob o título Hikidashi no naka no Umi (抽斗のなかの海) pela Chuokoron-Shinsha em 2019. Segundo a escritora, o título vem de uma certa fantasia dela em que o fundo da gaveta de sua escrivaninha está ligado ao mar, o que a ajuda a imaginar seu trabalho alcançando outras pessoas mesmo quando escreve sozinha. Escrevendo para o Yomiuri Shimbun, a romancista Sayaka Murata descreveu os ensaios do livro parecendo quase como contos, e o trabalho resultante como um "tesouro".
Asabuki colabora regularmente com outros escritores, artistas e músicos para criar performances multimídia específicas usando leituras de seu trabalho. Ela citou Kenzaburo Oe, James Joyce, Mieko Kanai e Roland Barthes como alguns de seus escritores favoritos. A escritora também é fã de shogi.

## Vida pessoal
Mariko Asabuki é casada com o designer Kōtarō Watanabe.

## Prêmios
- Prêmio Bunkamura Deux Magots (2010)[7]
- 144º Prêmio Akutagawa (2010下)[17]
- Mulher do Ano pela Vogue Japão (2011)[4]

## Obras
- Ryūseki (流跡), Shinchosha, 2010,ISBN 9784103284611
- Kikotowa (きことわ), Shinchosha, 2011,ISBN 9784103284628
- TIMELESS, Shinchosha, 2018,ISBN 9784103284635
- Hikidashi no naka no Umi (抽斗のなかの海), Chuokoron-Shinsha, 2019,ISBN 9784120052002